# Geoxus valdivianus
Geoxus valdivianus (Philippi, 1858) è un roditore della famiglia dei Cricetidi, unica specie del genere Geoxus (Thomas, 1919), diffuso nell'America meridionale.

## Descrizione

### Dimensioni
Roditore di piccole dimensioni, con la lunghezza della testa e del corpo tra 93 e 108 mm, la lunghezza della coda tra 33 e 54 mm, la lunghezza del piede tra 19 e 22 mm, la lunghezza delle orecchie tra 10e 13 mm e un peso fino a 41 g.

### Caratteristiche craniche e dentarie
Il cranio presenta un rostro accorciato, le ossa nasali larghe e la zona inter-orbitale ampia. Gli incisivi sono lisci, sottili e giallognoli, i molari sono molto piccoli.
Sono caratterizzati dalla seguente formula dentaria:

### Aspetto
Il corpo è tozzo. La pelliccia è corta e densa. Le parti superiori variano dal bruno-olivastro al nerastro con dei riflessi rossastri, mentre le parti inferiori sono leggermente più chiare. Gli occhi sono piccoli. Le orecchie sono corte, rotonde e parzialmente nascoste nella pelliccia. Gli artigli delle zampe anteriori sono allungati. La coda è lunga circa la metà della testa e del corpo, è uniformemente bruno-nerastra e densamente ricoperta di peli.

## Biologia

### Comportamento
È una specie fossoria e notturna, sebbene possa essere attiva anche di giorno. Scava gallerie che utilizza come rifugi nel terreno morbido.

### Alimentazione
Si nutre di lombrichi, lumache, larve di coleotteri, ragni ed altri artropodi.

### Riproduzione
Danno alla luce 3-4 piccoli alla volta.

## Distribuzione e habitat
Questa specie è diffusa nel Cile centrale e meridionale e nell'Argentina sud-occidentale. È presente anche sull'Isola di Chiloé ed altre isole più piccole lungo le coste cilene.
Vive nelle foreste pluviali.

## Tassonomia
Sono state riconosciute 6 sottospecie:
- G.v.valdivianus: Cile centrale da Concepción a Puerto Montt;
- G.v.bicolor (Osgood, 1943): regione di Aysén, nel Cile meridionale;
- G.v.bullocki (Osgood, 1943): isla Mocha, lungo le coste del Cile centro-meridionale;
- G.v.chiloensis (Osgood, 1925): Isola di Chiloé;
- G.v.fossor (Thomas, 1919): Argentina centro-occidentale;
- G.v.michaelseni (Matschie, 1898): estrema parte meridionale del Cile.

## Conservazione
La IUCN Red List, considerato il vasto areale e la popolazione relativamente comune, classifica G.valdivianus come specie a rischio minimo (Least Concern).